# Дублинцы
«Дублинцы» (Dubliners) — сборник из 15 рассказов молодого Джеймса Джойса, впервые опубликованный в 1914 году. В рассказах в импрессионистической манере изображена жизнь дублинцев средней руки. Некоторые из персонажей впоследствии будут введены автором в роман «Улисс».
Наибольшей известностью из рассказов сборника пользуется заключительный, «Мертвые», в котором собираются воедино разбросанные по остальным произведениям темы и мотивы.

## Работа над книгой
В «Дублинцах» преломилось увлечение начинающего писателя сочинениями Ибсена, Флобера и Мопассана, опосредованных, по мнению Д. Мирского, влиянием ирландского натуралиста Дж. О. Мура. «Джойс выступает в своих рассказах, как последователь школы французов, писатель школы Флобера и Мопассана», — констатировал в 1936 году советский журнал «Интернациональная литература».
Сборник появился благодаря заказу поэта Джорджа Расселла, летом 1904 года попросившего Джойса написать для журнала «Ирландская усадьба» произведение, которое можно было опубликовать «не возмутив читателей». Три рассказа («Сёстры» (первый вариант), «Эвелин», «После гонок») появились в журнале под псевдонимом Стивен Дедалус и произвели на читателей столь неблагоприятное впечатление, что редактор просил Джойса ничего больше не присылать.
Уже тогда Джойс предполагал, что рассказы не будут отдельными произведениями, а войдут в сборник, объединённый одной общей темой. Первоначально предполагалось, что сборник будет составлен из десяти рассказов, но так как с публикацией книги долгое время ничего не получалось, окончательный её вариант включал уже пятнадцать рассказов. Последовательность их не случайна: автор распределил их по разделам с условными названиями «Детство», «Молодость», «Зрелость», «Общественная жизнь», но в последнем варианте книги разделы не указаны.

## Список рассказов
- Сестры (опубликован в 1904 г., существенно изменён в 1906 г.)
- Встреча (закончен в 1905 г.)
- Аравия (закончен в 1905 г.)
- Эвелин (опубликован в 1904 г., отредактирован)
- После гонок (опубликован в 1904 г., подвергался неоднократной редактуре)
- Два кавалера (зима 1905-06 гг.)
- Пансион (написан в 1905 г., претерпел значительную редактуру)
- Облачко (начало 1906 г.)
- Взаимные дополнения (лето 1905 г.)
- Земля (осень 1904 г.)
- Печальное происшествие (август 1905 г.)
- День плюща в зале заседаний (август 1905 г.)
- Мать (сентябрь 1905 г.)
- Милость божия (ноябрь 1905 г., отредактирован)
- Мертвые (сентябрь 1907 г.)

## Своеобразие

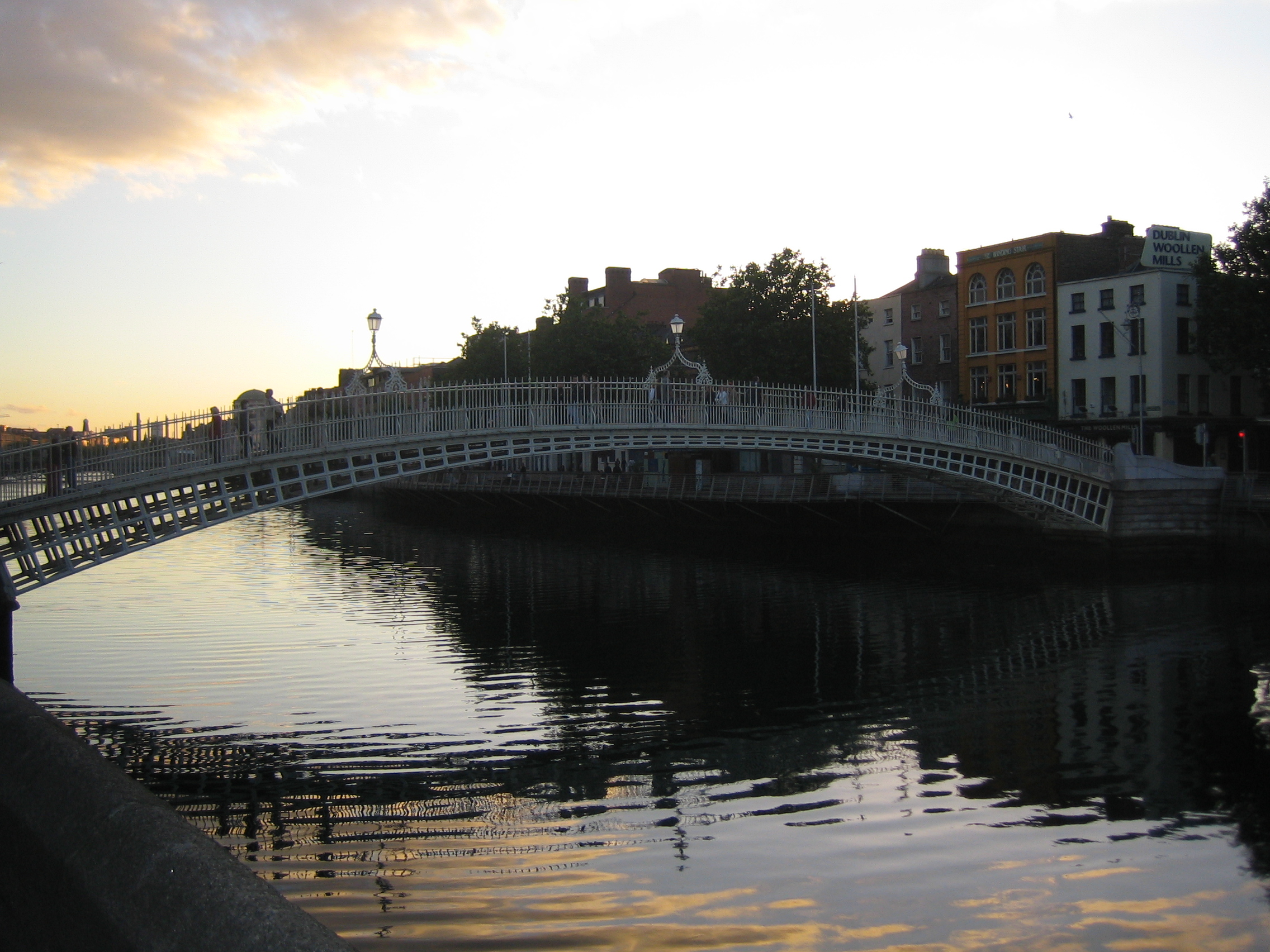
Дублинский пейзаж

В литературной критике утвердилось мнение, что в рассказах сборника покинувший Ирландию писатель стремился вскрыть не только причины, побудившие его уехать, но и предугадать свою судьбу, останься он на родине. Дублин предстаёт в книге как «кладбище душ», которые по-чеховски стремятся вырваться из душного мирка повседневности, но оказываются скованными социальными и психологическими путами. Автор устраняется из текста, позволяя читателю самому делать заключение об увиденном. Выделение отдельных виньеток повседневной жизни в рассказы и их сопоставление позволяют судить о психологической или нравственной подоплёке того или иного эпизода.

## Критика
В год публикации «Дублинцы» не произвели большого впечатления на читающую публику. Правда, кумир ирландской интеллигенции У. Б. Йейтс отрекомендовал новеллы Джойса как «замечательную книгу, сатирические рассказы большой силы, нечто подобное работам великих русских».
Другие авторы также отметили, что сборник стоит особняком в англоязычной литературе. Эдмунд Уилсон, к примеру, считал «Дублинцев» принадлежащими — как и произведения Мура — к французской традиции «трезвой объективности», хотя музыкальность текста присуща одному только Джойсу. Эзра Паунд видел в рассказах Джойса литературное соответствие французскому импрессионизму.
Рост интереса к экспериментам Джойса в области новеллистики начался после публикации его главного романа «Улисс» (1922). М. А. Шерешевская отмечает, что эффект сборника был ослаблен затянувшейся на годы волокитой с опубликованием:

Если бы «Дублинцы» появились тогда, когда они были написаны, в 1905 году, ирландскому и английскому читателю не с чем было бы их сравнивать. Но к 1914 году в англоязычном литературном мире уже были известны рассказы Чехова. Не случайно почти сразу же после опубликования сборника Йитс указал на их «русский характер».

## Влияние
Ранние джойсовские рассказы оказали заметное влияние на развитие англоязычной новеллистики, особенно в США, где были всегда сильны традиции литературного регионализма. Шервуд Андерсон в 1917 году начал публиковать рассказы о провинциальном городке Уайнсбург в штате Огайо: это такой же, как джойсовский Дублин, душный и замкнутый мирок, откуда, по сути, нет выхода. В совокупности цикл рассказов о жителях Уайнсбурга образует подобие романа. Сходным образом организован и сборник рассказов У. Фолкнера «Сойди, Моисей» (1942): его место действия — вымышленный округ Йокнапатофа. Строго определённая (и чаще всего вымышленная) территория как место действия сборника реалистических рассказов — обычное дело в послевоенной американской литературе.
В начале XX века новеллы ещё не было принято объединять в сборники по внутреннему родству. Расположение рассказов в книгах того времени обычно всецело зависело от прихоти составителя. В новую книгу новеллист, как правило, включал все короткие вещи, написанные со времени публикации последнего сборника. «Дублинцы» же воспринимались как цельное и обособленное художественное произведение. В этом отношении книга Джойса стала моделью сборника рассказов как самостоятельной литературной формы, занимающей промежуточное положение между новеллой и романом. Этот прецедент учитывал, к примеру, Хемингуэй при составлении в 1925 году сборника рассказов «В наше время», ставшего классикой американской литературы.
В 1987 году Джон Хьюстон снял по мотивам рассказа «Мёртвые» одноимённый фильм, а в 1999 году на Бродвее дебютировал мюзикл с Кристофером Уокеном в главной роли. Название этой книги взяла музыкальная группа The Dubliners, а инди-дуэт Two Gallants назвался в честь одного из рассказов цикла.